# BBC Tiếng Ả Rập
BBC tiếng Ả Rập là kênh truyền hình vệ tinh của BBC bằng Tiếng Ả Rập. Trang web BBC Tiếng Ả rập đóng vai trò cung cấp quyền truy cập trực tuyến vào cả chương trình truyền hình TV và radio. Chủ yếu thường nhắm tới các khán giả ở Trung Đông. BBC Tiếng Ả Rập (truyền hình TV) đã lên sóng lần đầu tiên vào ngày 11 tháng 3 năm 2008.